# Aedes pertinax
Aedes pertinax är en tvåvingeart som beskrevs av Grabham 1906. Aedes pertinax ingår i släktet Aedes och familjen stickmyggor. Inga underarter finns listade i Catalogue of Life.